# Левадний Олександр Миколайович
Олександр Миколайович Левадний (нар. 22 липня 1972) — українській настільний тенісист. Багаторазовий переможець та призер чемпіонату України, майстер спорту України міжнародного класу.